# 暗紋條鰨
暗紋條鰨為輻鰭魚綱鰈形目鰨亞目鰨科的其中一種，為熱帶海水魚，分布於西印度洋巴林海域，體長可達9.7公分，棲息在沙底質底層水域，生活習性不明。

## 扩展阅读
維基物種上的相關：暗紋條鰨